# Johan Scharffenberg
Johan Scharffenberg, född 23 november 1869 i Moss, död 1 februari 1965, var en norsk psykiater och nykterhetsivrare.
Scharffenberg blev 1897 candidatus medicinae, var 1905–1908 föreståndare för Kristiania kommunala asyl för sinnessjuka kvinnor, blev 1915 reservläkare vid Gaustad sindsygeasyl samt var 1922–1941 överläkare vid och föreståndare för Oslo hospitals sindssygeasyl.
Scharffenberg var en av Norges mest verksamma agitatorer för absolutismen och tillhörde nykterhetsrörelsens radikala flygel med totalförbud som politiskt program. Åren 1909-11 var Scharffenberg redaktör för "Afholdsbladet", där han 1909 föreslog successivt, men snabbt genomförande av alkoholförbud i Norge, till en början med brännvinsförbud från 1920. Scharffenberg deltog aktivt i den republikanska agitationen 1905, men var partilös fram till 1937, då han anslöt sig till Arbeiderpartiet. Han hade i Arbeiderbladet 1933 diagnostiserat Adolf Hitler som "paranoid psykopat, profet på grensen til sinnssykdom". På grund av sitt aktiva motstånd mot nazismen belades han 1940 med "munkavle" av ockupationsmakten och avsattes året därpå från sin tjänst vid Oslo hospital.
Bland hans många skrifter i nykterhetsfrågan märks särskilt Alkoholen och samhället (1913), en "kritisk revision" av Svenska Läkaresällskapets kommitterades 1912 offentliggjorda betänkande i frågan. Som medlem av kungliga alkoholkommissionen (1910–1916) utarbetade han ett 1916 offentliggjort särskilt votum med förslag till "lag om motarbetande av alkoholbruket", bland vars huvudpunkter var: införande av folkomröstning om förbud (totalt eller endast för brännvin); upprättande av direktvalda nykterhetsnämnder, vilka skulle erhålla bevillningsmakten, utöva individuell kontroll över konsumenterna genom motbokssystem och ha medbestämmanderätt vid alkoholisters internering; vidare krav på total avhållsamhet för personer i offentliga, särskilt ansvarsfulla ställningar samt alkoholförbud i alla offentliga byggnader (däribland slottet, stortinget, universitetet och så vidare). Han skrev vidare bland annat Lægernes alkoholforordninger (1921), Personlighetens frihet (1921) och Forslag til lov om motarbeidelse av alkoholbruken med motiver (1921). På svenska utkom bland annat Alkohol som medicin och missbruk av recepträtten (1920).
Bland hans övriga skrifter märks Quo vadis, Norvegia?, Grunnlovsrevisjon (1945), Torgny Segerstedt (tillsammans med Harald Grieg och Vilhelm Moberg, 1945), Norske aktstykker til okkupasjonens forhistorie (1950) samt Folke Bernadotte og det svenske redningskorps. Trevor-Ropers angrep på Bernadotte 1945 (1958). Av intresse är även några bidrag till medicinens historia i Norge (i "Norsk magazin for lægevidenskaben", 1900–1904). 